# Oenothera nuttallii
Oenothera nuttallii är en dunörtsväxtart som beskrevs av John Torrey och Gray. Oenothera nuttallii ingår i släktet nattljussläktet, och familjen dunörtsväxter. Inga underarter finns listade i Catalogue of Life.

## Bildgalleri

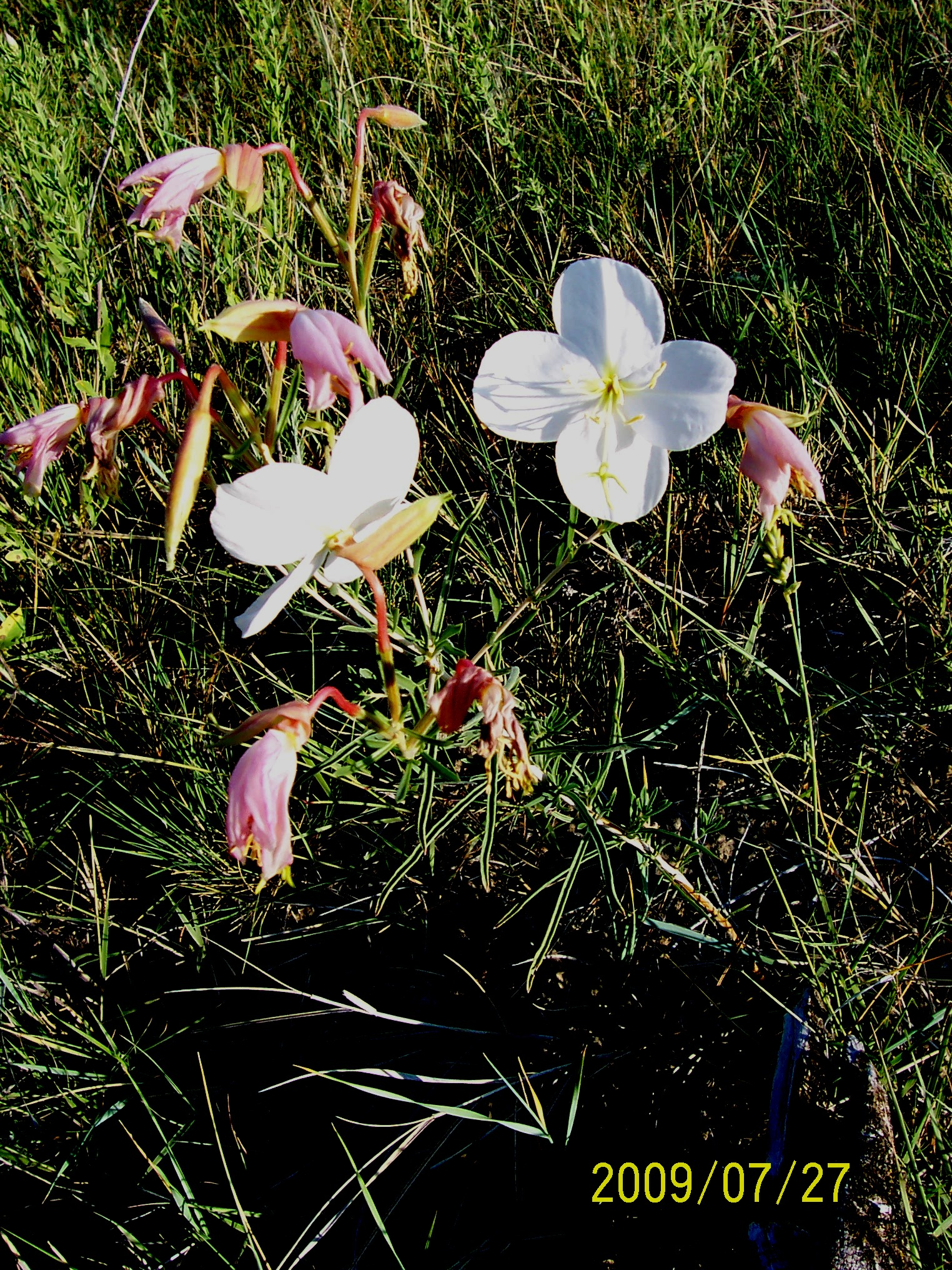